# الکساندر اسپیرین
الکساندر آسپیرین (انگلیسی: Alexander Spirin؛ زادهٔ ۴ سپتامبر ۱۹۳۱) دانشمند در زمینه زیست‌شیمی اهل اتحاد جماهیر شوروی سوسیالیستی است.
وی همچنین برندهٔ جوایزی همچون جایزه لنین، نشان زرین لومونسف، نشان لنین، و جایزه دولتی اتحاد شوروی شده‌است.